# GBS 2500 bis 2669
Die Beiwagen der Serie 2500 bis 2669 kamen ab 1897 bei der Großen Berliner Straßenbahn (GBS) und ihren Nachfolgegesellschaften zum Einsatz. Es war die erste größere Serie von Beiwagen der GBS, die für den elektrischen Betrieb beschafft wurden. Die Fahrzeuge waren als Sommerwagen und für den Betrieb während der wärmeren Jahreszeit konzipiert. 1934 verzeichnete die BVG noch zwei Wagen dieser ursprünglich 170 Wagen umfassenden Serie, die sie als B 99/23 S klassifizierte. Nach 1943 wurden die letzten Wagen in Posen ausgemustert.

## Entwicklung

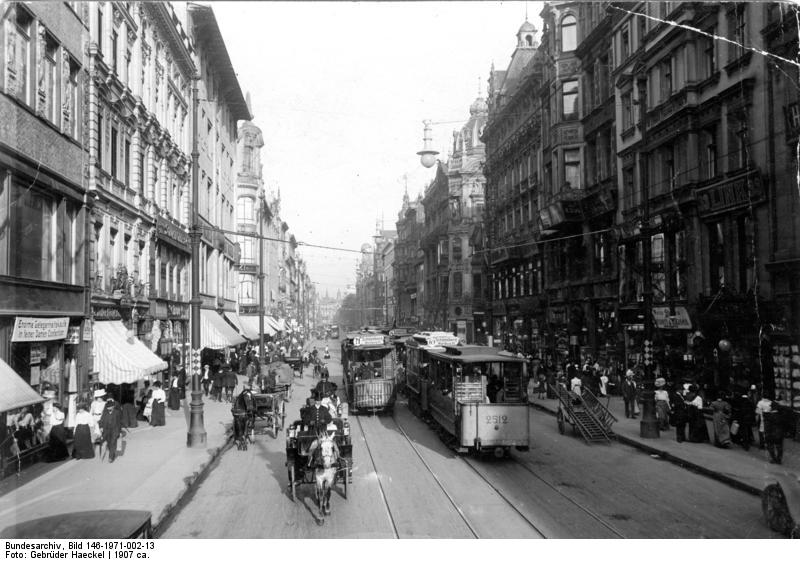
Bw 2512 in der Leipziger Straße (1907)

1896 begann die Große Berliner Pferde-Eisenbahn (GBPfE; seit 1989 Große Berliner Straßenbahn) mit der Elektrifizierung ihres Streckennetzes. Die neuen Triebwagen waren in der Lage einen oder zwei Beiwagen anzuhängen und konnten so mehr Fahrgäste transportieren. Zunächst fuhren die Fahrzeuge als Solowagen, vereinzelt wurden umgebaute Pferdebahnwagen angehängt. 1897 beschaffte die GBS dann 170 Beiwagen für den Sommerbetrieb. Diese Fahrzeuge wiesen keine Fenster auf, anstelle der Schutzbleche wurden lediglich Gitter angebracht. Die Wagen hatten auf jeder Seite zwei Endeinstiege auf den Plattformen. Der Wagenkasten hatte vier Fensteröffnungen je Seite. Die Wagen hatten 24 Sitzplätze die in 2+1-Anordnung dos-à-dos angebracht waren und 41 Stehplätze.
Der Betrieb mit reinen Sommerwagen lohnte sich nicht, da die Fahrzeuge in der kalten Jahreshälfte in den Depots abgestellt wurden. Daher ging die GBS zunächst dazu über, ab 1903 Wagen mit herausnehmbaren Fenstern zu konstruieren. Diese wurden als Convertible Cars bezeichnet. Da die Wagen jedoch für den Ein- und Ausbau der Fenster zweimal außerplanmäßig in die Werkstätten mussten, war auch diese Betriebsform nicht vielversprechend. Die ab 1906 gelieferten Großen Sommer-Winter-Wagen hatten daher Schiebefenster. Die Sommerwagen und Convertible Cars wurden später an diese angepasst, hatten aber fest eingesetzte Fenster.
Nach dem Zusammenschluss der Großen Berliner Straßenbahn mit den Berliner Elektrischen Straßenbahnen und den Straßenbahnen der Stadt Berlin zur Berliner Straßenbahn bekamen die Sommerwagen zunächst die Wagennummern 694 bis 863. 1923 erhielten die Wagen 749 und 798 noch geschlossene Plattformen, um 1925 nummerierte die Berliner Straßenbahn-Betriebsgesellschaft sie in 912II und 913II um. Die übrigen Wagen bekamen die neuen Wagennummern 2102 bis 2259. Aus den zehn verbliebenen Wagen wurden unter anderem die Salzwagen S5II, S14, S19, S30, S58, S68II, S72 und S79 hergerichtet.
Da die verbliebenen Wagen mit offenen Plattformen mit zu den ältesten damals vorhandenen Fahrzeugen der Berliner Straßenbahn zählten, erfolgte bei ihnen kein Umbau mehr. Bis zum Ende der 1920er Jahre waren bis auf die Beiwagen 912II und 913II sowie die Salzloren alle Wagen ausgemustert. Ab 1934 erhielten die beiden im Personenverkehr verbliebenen Wagen gemäß dem BVG-Typenschlüssel die Bezeichnung B 99/23 S. 1940 wurden sie im Zuge des Reichsleistungsgesetzes an die Posener Straßenbahn abgegeben, wo sie die Wagennummern 407 und 408 erhielten. Ihr weiterer Verbleib ist unbekannt. Die Salzloren S5II, S14 und S79 kamen bei der Verwaltungstrennung der BVG zur BVG (Ost), die übrigen acht Loren zur BVG (West). Die Arbeitswagen der BVG (West) wurden zwischen 1959 und 1964 ausgemustert, S68II wurde um 1963 in den Zustand von 1910 zurückversetzt und in die historische Fahrzeugsammlung der BVG aufgenommen. Seit 1993 steht das Fahrzeug im Depot Monumentenhalle des Deutschen Technikmuseums. Die Loren S5II und S79 erhielten bei der Umstellung auf das EDV-Nummernsystem die Inventarnummern 729 504 und 729 519. Sie wurden 1974 verschrottet.